# Godendorf
Godendorf är en kommun och ort i Landkreis Mecklenburgische Seenplatte i förbundslandet Mecklenburg-Vorpommern i Tyskland.
Orterna Thurow och Zinow från den tidigare kommunen Rödlin-Thurow uppgick i Godendorf 1 juli 2002.
Kommunen ingår i kommunalförbundet Amt Neustrelitz-Land tillsammans med kommunerna Blankensee, Blumenholz, Carpin, Grünow, Hohenzieritz, Klein Vielen, Kratzeburg, Möllenbeck, Userin och Wokuhl-Dabelow.